# Antiga estació de tramvia de Tiana
L'Antiga estació de tramvia de Tiana és una obra de Tiana (Maresme) inclosa a l'Inventari del Patrimoni Arquitectònic de Catalunya.

## Descripció
És un edifici civil; es tracta d'una petita construcció realitzada amb maó, que s'adapta completament a l'espai que es forma a la bifurcació de dos carrers, de manera que presenta una planta amb forma aproximadament triangular. Està format per una sola planta, coberta per un petit terrat, el seu espai interior pot ser, a algunes parts, de molt reduïdes dimensions- especialment als angles que uneixen els dos carrers-.
Destaca per l'ús que se'n fa del maó com a únic material constructiu, que es combina amb petits mosaics de colors amb elements florals de caràcter purament ornamental. L'únic mur que presenta pot ésser considerat pràcticament com un porxo -encara que tancat- que combina l'arc de mig punt i l'arc de descàrrega.

## Història
Aquest edifici fou pensat inicialment com a aturada del tramvia, i lloc per a la venda de bitllets del mateix, essent emprat des del seu inici, l'any 1915, fins a la seva supressió, l'any 1955. Actualment acull botigues.